# Bogève
Bogève település Franciaországban, Haute-Savoie megyében. Lakosainak száma 1160 fő (2022. január 1.). Bogève Boëge, Onnion, Saint-André-de-Boëge, Saint-Jeoire, Villard és Viuz-en-Sallaz községekkel határos.

## Népesség
A település népességének változása:
| Lakosok száma | 1033 | 1046 | 1107 | 1111 | 1144 | 1133 | 1128 | 1118 | 1160 |
|               | 2013 | 2015 | 2016 | 2017 | 2018 | 2019 | 2020 | 2021 | 2022 |